# 普林木单抗
普林木单抗（INN：Pritumumab），或译普托木单抗，是一种针对神经胶质瘤的人单克隆抗体。它通过与癌细胞表面波形蛋白的胞外域结合来发挥作用。该药物由新生生物技术公司（Nascent Biotech）开发。
它正在进行治疗神经胶质瘤的临床试验。美国食品药品监督管理局于2015年授予孤儿药资格。
普林木单抗的靶标细胞表面波形蛋白与冠状病毒的复制有关，特别是严重急性呼吸综合征冠状病毒（SARS-CoV）的复制。
普林木单抗已被提议作为COVID-19和相关病毒感染的潜在治疗方法。